# Clinolabus buqueti
Clinolabus buqueti es una especie de coleóptero de la familia Attelabidae.

## Distribución geográfica
Habita en Surinam, Brasil y Paraguay.